# Георги Кирков (учен)
Вижте пояснителната страница за други личности с името Георги Кирков.
Георги Яковлев Кирков е български математик и картограф.

## Биография
Георги Кирков е роден на 24 април 1848 г. в град Плевен. Учи в Русия от 1868 г. Средно образование завършва в пансиона на Тодор Минков в град Николаев. Учи специалност физика и математика в Санкт Петербург. Поради тежкия климат се премества в Одеса, където завършва висшето си образование. Работи като учител в гимназията на град Симферопол.
През Временното руско управление е помощник на Софийския губернатор Пьотър Алабин. Председател на Софийския окръжен съд. Народен представител в Учредителното събрание.
През 1880 година ръководи създаването на Държавната печатница в София и до 1913 година с няколко прекъсвания е неин директор. Директор е и на Висшия картографски институт и Народната библиотека.
Действителен член на Българското книжовно дружество от 1884 г. Публикува трудовете „Основи на геометричната алгебра“ и факсимилното издание „Синодик царя Бориса“ дело на ръководения от него Картографски институт
Автор на първата биография на Васил Левски, издадената през 1882 г. „Василъ Левский (Диаконът). Черти от живота, деятельностьта и трагическата му кончина. По случай парастаса на 9-а му годишнина“.
Родство. Чичо на Георги Кирков (Майстора).